# Der Kahn der fröhlichen Leute
Der Kahn der fröhlichen Leute ist eine DEFA-Komödie von Hans Heinrich aus dem Jahr 1950 nach der gleichnamigen literarischen Vorlage von Jochen Klepper aus dem Jahr 1933.

## Handlung
Marianne Butenschön pflegt auf dem Friedhof die Grabstelle ihrer Eltern. Ihr Vater ist fast ein halbes Jahr tot, und sie hat von ihm den Motorkahn Eintracht geerbt. Die Hilfe des Maschinisten Michel, der auf dem Schlepper Sturmvogel arbeitet und der sie hier zum wiederholten Mal anspricht, lehnt sie wie immer ab. Das Angebot des Schiffers Zinke, ihr den Kahn abzukaufen, lehnt sie ab. Sie will auf jeden Fall als Eigentümerin wieder auf Fahrt gehen. Mehrere Anträge auf eine Ausnahmegenehmigung werden abgelehnt, da sie erst 19 Jahre alt und somit noch minderjährig ist. Deshalb hat sie ihren Onkel August aus Hamburg zu sich gebeten, der die Vormundschaft für sie übernimmt und der auch das erforderliche Schifffahrtspatent besitzt.
Doch so einfach ist es nicht, denn Onkel August ist bisher nur auf Segelschiffen gefahren und versteht nichts von Motoren. Im Ort lernt er aber Michel kennen, den er sofort anheuert. Der Schiffseigner Otto, bei dem Michel tätig ist, ist einverstanden, da dessen Schlepper im Moment in der Werft liegt. Marianne ist mit der Entscheidung eigentlich nicht einverstanden, sieht jedoch keine andere Möglichkeit, wieder auf Fahrt gehen zu können. Auf der Tour auf der Elbe nach Hamburg, wo sie Fracht laden können, gehen aus Versehen die bereits geschälten Kartoffeln über Bord, so dass Marianne und Michel zum Einkaufen an Land gehen. Als Marianne eine Ankündigung zu einer Tanzveranstaltung liest, möchte sie sofort dorthin. Dort treten die drei Musiker Hans, Heinrich und Hugo mit ihrem Lied „Komm wir spielen, wir spielen, wir spielen Nummer 13 in der Liebeslotterie“ auf. Während sich Michel erst einmal am Tresen um die Getränke kümmert, fordert Hans die junge Frau zum Tanz auf, was Michel verärgert. Dann tanzen er und Marianne aber doch noch zusammen, und es wird ein schöner Abend. Als Michel auf dem Heimweg versucht, sie zu küssen, bekommt er dafür eine Ohrfeige, was für ihn Grund genug ist, Mariannes Kahn wieder zu verlassen.
Am nächsten Morgen kommt das Musikertrio, das auf der Suche nach einer Mitfahrgelegenheit nach Hamburg ist, an der Eintracht vorbei, und da Hans vorgibt, etwas von Motoren zu verstehen, sind sie an Bord willkommen. Durch Zufall bekommt er den Motor auch zum Laufen. Kurz vor einer Brücke läuft die Eintracht auf eine Sandbank und ist manövrierunfähig. Glücklicherweise kommt der Sturmvogel, das Schiff mit Michel an Bord, vorbei. Den ausgefallenen Motor kann der auf die Eintracht geholte Michel wieder reparieren, nachdem Hans auf diesem Gebiet versagt hat. Nun versuchen sich die drei Musiker auf anderen Gebieten nützlich zu machen, helfen in der Küche, waschen die Wäsche und geben dem alten Kahn einen neuen Farbanstrich.
In Hamburg angekommen, versucht Marianne eine Ladung für ihr Schiff zu bekommen. Da vor ihr bereits der Schiffer Zinke den gleichen Wunsch hatte, er jedoch seine Beziehungen spielen lassen konnte, da er unter Tarif fährt, bleibt für sie nichts mehr übrig. Doch sie kämpft um die Ladung, bekommt sie und das sogar zum Tarif. Zinke versucht, die anderen Schiffer aufzuhetzen, die jedoch nach Aufklärung des Vorgangs auf Mariannes Seite sind. Die Musiker wollen Zinke deshalb verprügeln und finden ihn in der nächsten Kneipe. Auch Michel, dessen Schiff ebenfalls in Hamburg angekommen ist, ist dabei. Es kommt zu einer großen Kneipenschlägerei, bis die Polizei einschreitet. Der Kneipenbesitzer engagiert das Trio sofort, als er merkt, wie sehr die Gäste dessen Musik mögen. Hans und Michel vertragen sich wieder, da die Musiker von Bord gehen und daher Hans kein Nebenbuhler mehr ist. Michel geht wieder auf die Eintracht, ist doch nicht zu übersehen, dass er und Marianne sich lieben.

## Produktion und Veröffentlichung
Der Film kam in einer Zeit in die Kinos, in denen die DEFA einem politischen Umbruch unterlag. Im Oktober 1949 wurde die DDR gegründet. Damit übernahm die SED auch Einfluss auf die DEFA. Auf einer Tagung der DEFA-Kommission im Februar 1950 wurden Filme gefordert, „die aktuelle politische Prozesse nicht nur schlechthin widerspiegeln, sondern im Sinne der Partei auch in sie eingreifen …“. Während die Komödie noch nach alter Tradition entstand, wurde im gleichen Jahr auch der Film Der Auftrag Höglers als antiwestlicher Agitationsfilm in die Kinos gebracht.
Hans Heinrich, der seit Kriegsende bei der DEFA beschäftigt war, drehte mit Der Kahn der fröhlichen Leute seinen ersten Kinofilm als Regisseur.
Der Schwarzweißfilm Der Kahn der fröhlichen Leute entstand im Atelier Berlin-Johannisthal. Die Außenaufnahmen erfolgten bei Aken an der Elbe, auf einem Elbkahn und in der Umgebung von Schloss Marquardt. Der Film hatte am 17. Februar 1950 im Berliner Kino Babylon sowie im DEFA-Kino in der Berliner Kastanienallee Premiere. Die Erstaufführung in der Bundesrepublik erfolgte am 17. Dezember 1950, die Erstausstrahlung im Deutschen Fernsehfunk der DDR am 23. Mai 1953.
Der auch als Fluss-„Roadmovie“ bezeichnete Film war mit mehr als 4 Millionen Kinobesuchern ein Publikumserfolg.

## Kritik
In der Kritik der Neuen Zeit legt sich der Autor fest:

„Leicht, unterhaltend, problemlos sein, ein paar lebensnahe, ungekünstelte Menschen darstellen, das will dieser neue DEFA-Film. Als Vorbild diente ihm das sowjetische Filmlustspiel. Gewiß, man soll aus Vorbildern lernen – soll man sie aber auch zu kopieren versuchen? Was dort von urwüchsiger Komik sein kann, wirkt hier gestellt und naiv. Man tat des Guten zu viel …“

Das Lexikon des internationalen Films schreibt, dass der Film eine musikalische Familien- und Liebeskomödie im Milieu der Elbschiffer, gewürzt mit einer Prise Emanzipationsthematik ist, der gute Unterhaltung bietet.